# Bomis larvata
Espèce
Bomis larvata est une espèce d'araignées aranéomorphes de la famille des Thomisidae.

## Distribution
Cette espèce est endémique d'Australie. Elle se rencontre au Queensland et en Australie-Occidentale.

## Publication originale
- L. Koch, 1874 : Die Arachniden Australiens. Nürnberg, vol. 1, p. 473-576 (texte intégral).